# براهماغوبتا
براهماغوبتا (بالهندية :ब्रह्मगुप्त) عالم رياضيات وفلك هندي ولد في مولان سنة 589 وتوفي بها سنة 688 م.
يعتبر براهماغوبتا أبرز عالم رياضيات في عصره كما أنه من أعظم علماء الهند على مر العصور.
كان كبير العلماء في مرصد فلكي في مدينة اوجاين الذي كان أكبر «مركز بحوث» بمقاييس تلك الفترة لعلم الرياضيات تلك الأيام. ويعتبر البعض أنه المكتشف الحقيقي للصفر إذ عرفه في كتابه السيندهانتا بأنه حاصل طرح العدد من العدد المساوي له وحاصل ضرب أي رقم آخر به.
وأعطى براهماغوبتا قوانين صحيحة حول إشارات في العمليات التي تخص الأعداد الصحيحة. كما قدم حل المعادلات من الدرجة الثانية.
وكان أول من استخدم الرياضيات في حل المعادلات الفلكية وتمكن من تقدير السنة الشمسية ب365 يوم و6 ساعات و12 دقيقة و36 ثانية بخطأ ببعض الدقائق عن طولها الذي تمكن العلماء من تحديده بالمقاييس الحديثة.
يعد براهما جوبتا ايضا من أوائل من وصفوا جاذبية الأرض بأنها قوة جاذبة طبيعية تجذب الاجسام نحو مركز الارض.